# Martial Vachot
Pour les articles homonymes, voir Vachot.
Martial Vachot, né le 22 mai 1763 à Tulle (Corrèze), mort le 23 août 1813 à Goldberg (Pologne), est un général français de la Révolution et de l’Empire.

## États de service
Il entre en service en 1786, comme soldat dans le régiment de Noailles dragons, et il est congédié le 21 juin 1790. Le 20 juin 1792, il est dans la gendarmerie de Tulle.
Le 3 septembre 1793, il est nommé chef de bataillon au 1er bataillon de volontaires de la Corrèze, et il fait les campagnes de l’an II à l’an IV, à l’armée du Rhin.
Il est promu général de brigade le 25 septembre 1793, et il est affecté dans la division du général Munnier. Il se distingue à la bataille de Wissembourg du 26 au 29 décembre 1793.
Passé dans la division du général Desaix, il est élevé au grade de général de division provisoire par le représentant en mission Hentz le 8 juin 1794, et il commande l’avant-garde de la 3e division de l’armée du Rhin. Le 4 octobre 1794, il remplace le général Gouvion-Saint-Cyr à la tête de la 2e division, et le 13 juin 1795, il n'est pas confirmé dans son grade de général de division. Il est mis en non-activité le 13 avril 1796, et il est placé en congé de réforme le 10 janvier 1797.
Le 15 août 1809, il est rappelé à l’activité à l’armée du Nord, et il prend le commandement d’une brigade de Gardes nationales actives le 26 septembre 1809. Le 8 février 1812, il rejoint la 32e division militaire en tant que commandant du département des Bouches-du-Weser à Brême. Le 18 janvier 1813, il commande la 1re brigade de la 2e division du corps d’observation de l’Elbe, et le 31 mars 1813, il passe à la 17e division du 5e corps d’armée du général Lauriston. Il est fait chevalier de la Légion d’honneur le 18 juin 1813.
Il est tué le 23 août 1813, à la bataille de Goldberg.

## Sources
- (en) « Generals Who Served in the French Army during the Period 1789 - 1814: Eberle to Exelmans »
- Thierry Pouliquen, « Les généraux français et étrangers ayant servis [sic] dans la Grande Armée » (consulté le 20 mars 2015)
- « Cote LH/2793/136 », base Léonore, ministère français de la Culture
- Arthur Chuquet, Ordres et apostilles de Napoléon (1799-1815), paris, librairie ancienne Honoré Champion, 1911, p. 310
- (pl) « Napoléon.org.pl »
- Galeries historiques du Palais de Versailles, tome VI, 1840, 468 p. (lire en ligne), p. 74
- Charles Théodore Beauvais et Vincent Parisot, Victoires, conquêtes, revers et guerres civiles des Français, depuis les Gaulois jusqu’en 1792, tome 26, C.L.F Panckoucke, janvier 1822, 414 p. (lire en ligne), p. 220.
- Georges Six, Dictionnaire biographique des généraux & amiraux français de la Révolution et de l'Empire (1792-1814), Paris : Librairie G. Saffroy, 1934, 2 vol., p. 519-520